# 慣用名
慣用名（かんようめい、英: trivial name）とは、IUPAC命名規則で系統的・体系的に命名された名前（組織名, 英: systematic name）ではないが、広くその分野で用いられている化合物名称である。
通常、慣用名は化合物の発見・発明者が命名する。商品の場合は慣用名の他に登録商標がつけられることがあり、慣用名と紛らわしいことがある。他にも慣用名と紛らわしいものに略称（略号）があり、慣用名よりも普及していて混乱を招く場合がある。
古い慣用名（少なくとも1940年代以前）のなかで、IUPAC命名規則で組織名扱いされているものがあるが、最近命名された化合物は慣用名と組織名とは異なっている。
天然物の場合、分子量が大きく分子構造も複雑なため、おのずと組織名は長くなり、より簡便な慣用名が用いられることが多い。